# Plaça Major (Castellar del Vallès)
La Plaça Major és una plaça pública del municipi de Castellar del Vallès (Vallès Occidental) inclosa en l'Inventari del Patrimoni Arquitectònic de Catalunya.

## Descripció
La Plaça Major presenta tres accessos amb grans escalinates. La primera dona al carrer Major i la segona està formada per dues escalinates al mig de les quals es troba una font. La Plaça està vorejada per un mur amb grans carreus de pedra estrets de la pedrera local de cal Comes i treballada per picapedrers del poble. Ornamenten el mur grans gerros de terrissa. L'espai que conforma la font és de forma trapezoïdal. Un banc de pedra recorre el mur i al mig es troba la font. Aquesta està sustentada per una gran basa, amb un plint circular sobre el que es recolza la pica, sortint del seu centre s'aixeca un pilar format per un prisma octogonal. De quatre de les cares del pilar surten dos peixos i dos corns de l'abundància. El pilar està coronat per un fanal fet de ferro forjat.

## Història
La construcció de la Plaça Major es portà a terme entre els anys 1931-1934 fent servir material de la pedrera de cal Comas, situada al Puig de la Creu i prop del poble. Aquesta pedrera s'obrí l'any 1852 amb motiu de la construcció de la nova església parroquial. El cost total de la pedra ascendí a 13.334 ptes.